# アリー・ハサン・アル＝マジード

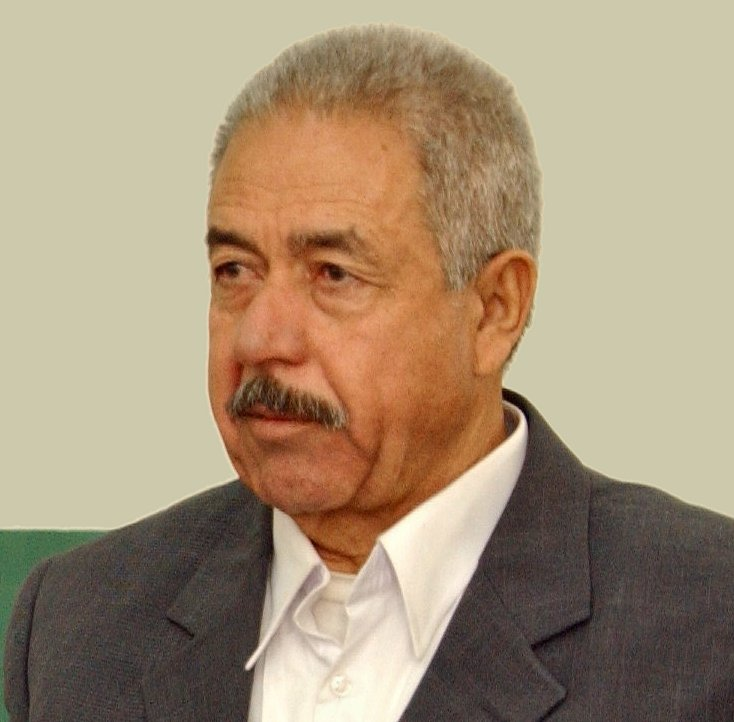
アリー・ハサン・アル・マジード

アリー・ハサン・アブドゥルマジード・アッ＝ティクリーティー（アラビア語：Alī Ḥasan Abd al-Majīd al-Tikrītī　علي حسن عبد المجيد التكريتي、英語：Ali Hassan Abd al-Majid al-Tikritieh、1941年11月30日 - 2010年1月25日） はイラクの元政治家で、2003年4月まで大統領顧問、バアス党労働局長、革命指導評議会メンバー、バアス党地域指導部メンバー、バアス党軍事局員であった。サッダーム・フセインの父方従兄弟。日本では「アリ・ハッサン・アル・マジド」「マジド元国防相」と呼ばれることが多い。軍階級は陸軍中将。外国メディアからは化学兵器を使用したことから「ケミカル・アリー」という異名を付けられた。中東圏でも「キマーウィー」（化学屋）という同じ意味のあだ名が付けられている。

## 経歴
1941年、ティクリート近郊の村、アル＝アウジャにハサン・アル＝マジードの長男として生まれる。
教育はほとんど受けておらず、1968年のバアス党によるクーデター以前はハッバニーヤ基地で働く陸軍特務曹長としてオートバイ伝令兵を勤めていたが、クーデター参加の為に除隊。以後、サッダーム・フセインと共にバアス党の活動に加わる。一説によると軍への入隊期間は数週間にも満たなかったとも言われる。クーデター後は正式なバアス党員となり、1973年までハマド・シハーブ・アッ＝ティクリーティー国防相の副官を務めていた。1976年にはバアス党地域指導部メンバーに選出され、1978年にバアス党軍事局長となった。1980年、内務省傘下の秘密警察組織、総合治安局(Mudiriyat al-Amn al-Amma)局長に就任し、警察国家体制の一翼を担う。

### アンファール作戦
1987年にバアス党地域指導部のメンバー入りし、それと共に党の北部局議長に任命され、主に中央政府に対して武装闘争を起こしていたクルド人勢力に対する鎮圧を指揮した。
アリー・ハサンは軍、治安機関、軍情報機関等のイラク北部・クルディスタン地方での全ての国家機関に対する全権が与えられ、クルド住民に対して、戦闘員、非戦闘員に関わらず徹底的に弾圧した。
アンファール作戦と呼ばれる対クルド人ゲリラ作戦は1987年から1988年に行われ、ゲリラに所属する者の即時処刑、国軍による街や村の襲撃、農地の破壊、無差別爆撃、住民の再定住キャンプへの連行、強制移住、そして、数ヶ所の村に対して毒ガス等の化学兵器を使用した攻撃まで行われた。最初の化学兵器による攻撃は1987年4月に確認されている。もっとも有名なのが1988年に起きたハラブジャ事件である。ハラブジャでは四千人が死亡した。
アリー・ハサンは1987年6月3日付の命令で「軍は作戦管区内にいる人間、家畜を問わず動くものは全て殺害するように」と指示したとされている。また2年の間に15歳から50歳までの男性5万〜10万を処刑したとされている。1988年8月末までにイラク軍はクルディスタン地方全土を支配し終えた。同地方の町の80%が破壊され、推定で6万人が殺害・死亡したと言われている(クルド人勢力は18万人が殺害されたと主張)。
このことからアリー・ハサンはクルド人から「クルディスタンの屠殺者」と恐れられた。自身は、情け容赦の無い残忍な性格であるという世間の評判を喜んでいたらしく、サッダームがクルド人ゲリラの遺族を国が支援してはどうかと語ると、アリー・ハサンは『いいや、私はブルドーザーを使ってあいつらを葬る』と語ったとされる。
1989年から1990年までは地方行政大臣を務めた。

### 湾岸戦争
1990年8月、イラクがクウェートに侵攻。アリー・ハサンは侵攻作戦の司令官として同国侵攻を指揮した。同年8月から11月までクウェート行政地区の知事に任命された。アリー・ハサンのここでの任務は占領軍を使ってクウェート国民の対イラク抵抗運動を徹底して封じ込めることだった。また、クウェートの王族の宮殿や屋敷にある貴金属、宝石、現金等を略奪して自分の懐を蓄えたとされる。しかし、国際社会との軍事的緊張が高まるとすぐにサッダームからバグダードに呼び戻され、国の防衛計画策定作業に加わった。多国籍軍による空爆が始まると、首都からクウェートシティまでの幹線道路は空爆の標的になったため、その後クウェートに戻ることは無かった。

### 湾岸戦争後
湾岸戦争停戦後、南部でシーア派住民による反政府蜂起（1991インティファーダ）が起こると、1991年3月に内務大臣に任命され、共和国防衛隊による反乱弾圧を指揮した。この反乱鎮圧作戦は苛烈を極めた残酷なものだった。女性や子供も含む何百人というシーア派住民が即刻処刑され、数千人に上るシーア派ウラマーが逮捕され、殺害された。捕らわれた住民は拷問を受けた後、戦車で轢き殺されたり、生き埋めなどの残虐な殺され方をした。カルバラー等にあるシーア派モスクや聖廟も容赦無く破壊された。
アリー・ハサンは自身が反乱を制圧する様子を映像に記録しており、その中で戦闘ヘリコプターのパイロットに対して「全員焼き尽くした報告をするまで帰ってくるな。焼き尽くすまで帰ってくるんじゃない」と命令する様子や、捕まった捕虜に自ら暴行を加えたり、尋問する様子が写っている。これらの映像は後に各自バアス党幹部に配布されたと言う。
南部の反乱が平定されると、今度は同時期に同じく蜂起したクルド人勢力の鎮圧に乗り出し、戦車や戦闘ヘリを使い制圧した。この時クルド人は再度、アリー・ハサンによる虐殺と化学兵器使用を恐れ、トルコ国境まで逃亡した。
1991年11月に国防大臣に就任、翌年2月にはタミーム県知事に任命される。1995年5月、イラクの一大部族集団、ドゥライミー閥出身の空軍幹部がクーデター容疑で処刑されたことを契機による大規模な反乱が発生。反乱は押さえ込まれたものの、事件をすぐに鎮圧出来なかった責任を問われ、アリー・ハサンは国防相を引責辞任させられた。しかし、革命指導評議会メンバー及び党サラーフッディーン県支部長の地位には留任した。その数ヵ月後に、アリー・ハサンの甥であり、サッダームの従兄弟で娘婿のフセイン・カーミルとサッダーム・カーミルが家族を連れて隣国ヨルダンに亡命する事件が発生。一年後に二人は説得されて、帰国するが、サッダームはアリー・ハサンに「一族の名誉を貶めた」として殺害するよう命じ、激しい銃撃戦の末、二人の甥は殺害された。しかし、2002年には、もう一人のアリー・ハサンの甥が同じくヨルダンに亡命、彼もまた、帰国後に殺されている。
1998年に米英両軍による砂漠の狐作戦が始まると、イラク軍の南部管区司令官に任命された。これはサッダームが米英軍の攻撃で再度、シーア派が蜂起せぬよう、すでに91年蜂起の鎮圧で実績のあるアリー・ハサンを重宝した人事と見られる。
1999年にアーヤトッラー・ムハンマド・サーディク・アッ＝サドルがナジャフで息子と共に暗殺された事件を契機に、再度シーア派信徒による大規模な反政府蜂起が発生した際にも弾圧を指揮し、バスラでは約120人を処刑したといわれる。サッダーム政権崩壊後に、人権団体の調査でアリー・ハサンが処刑と遺体の埋葬を命じたという証言と命令書が発見されている。

### イラク戦争
2003年、イラク戦争が開戦すると、アリー・ハサンは米軍から「サッダーム政権の中枢人物」として攻撃の標的にされ、彼が潜伏しているとする情報を得ると、標的となる拠点を精密誘導爆弾で次々と空爆した。同年4月、英軍はアリー・ハサンを護衛らと共にバスラの総合情報局支部の爆撃で死亡したと発表、ドナルド・ラムズフェルド国防長官も遺体の写真を確認し、会見で「本人に間違いない」と断定した。
しかし、6月にはそのラムズフェルドが「アリー・ハサンが死亡したかは未確認」と語り、前回の見解を軌道修正した。実際は、アリー・ハサンはバスラではなく、バグダード郊外に居り、潜伏していた建物が爆撃された際に両足を負傷し、バグダード陥落日まで市内の病院で静養していた。以来、この時から足が不自由になり、杖と車椅子が必需品となった。
8月21日、アリー・ハサンはサーマッラーで、アメリカ軍に拘束された。

### 裁判
アリー・ハサンは2004年7月1日、イラク高等法廷にて、人道に対する罪、大量虐殺罪、民族浄化などで訴追される。予審では、終始強気な態度でアッラーの美名を唱えながら廷内に入るや判事にいんぎんにあいさつし、クルド人への化学兵器使用などの罪状を読み上げられると、『罪状が軽いようなのでハッピーだ』と軽口をたたき、『いずれ私が無罪とわかる』と自信を見せたという。しかし、予審前日の6月30日に面会したサーリム・チャラビー特別法廷長官によると、アリー・ハサンは震えながら『疲れた』と繰り返し言っていたという。
2006年にはアンファール作戦の事例を裁く、イラク高等法廷の公判に出廷し、陳述において当時、クルド人は中央政府に対して武装蜂起していたこと、交戦国であるイランに協力していたことなどを挙げ、あくまでクルド人武装組織を標的とした、対ゲリラ作戦であると正当性を主張し、一般市民に対する化学兵器使用についても無罪を主張した。
しかし、2007年1月8日の公判で検察側が、サッダームとアリー・ハサンが軍高官や政権幹部と電話で会談する様子を録音したテープを公開。テープは1991年に政権に蜂起したクルド人ゲリラが、キルクークを占領した際に手に入れたもので、テープには『私は化学兵器を使用して、彼ら(クルド人）を全員殺す。』、『誰が何を非難する？国際社会がか？クソ食らえだ』と話すアリー・ハサンの声と、『防毒マスクを付けない人々にはそれ(化学兵器）は非常に効果的だ』と話すサッダームの声が記録されていた。もう一つのテープには、サッダームがクルド人数千人を一掃して意図的に飢餓状態にし、最終的にクルド人が自発的に国外に立ち去るまでは弾圧の手を緩めないように言明している様子やアリー・ハサンが当時、クルド人勢力の指導者だったジャラル・タラバニ現大統領を「邪な紐」と呼んで罵倒し、クルド人ゲリラを捕まえ次第、即刻処刑するといった会話の内容が録音されていた。
これについてアリー・ハサンは、テープの会話にある捕虜の即時処刑やクルド人に対する「追放」や「殲滅」といった言葉は、「彼らに精神的打撃を与えるため」と会話内容は認めたが、実際に一連の会話内容を実行したことについてはあくまでも否定し続けた。
1月11日の公判でアリー・ハサンは『住民を移住させる命令はすべて私の決定だ』と述べ、クルド人の強制移住や移動命令に応じなかった住民の処刑を命じたことを認めた。『強制移住は自分に責任があり、独断だった』とした上で、『軍にはクルディスタンにいる者は誰でも捕らえて捜査の後で殺害するよう指示した』と述べた。また、28日の公判では『（イラク北部には）多数のイランの手先がおり、これを孤立させなければならなかった』と強制移住政策を正当化している。その後の公判では一貫して陳述を拒否した。
4月2日、検察側はアリー・ハサンを含む被告5人に「人道に対する罪」「ジェノサイド罪」において死刑を求刑した。
アリー・ハサンは、最終弁論で「自分は化学兵器の使用を指示しなかった。もし、実際に使用されたなら誰が、命令を出して、使用したのかは分からない」と述べた。またアンファール作戦についても「クルド人がイラン軍のイラク領内の侵攻に協力していたので、それを防ぐため」と作戦の正当性を改めて主張した。また、『私は弁解はしない。謝罪もしない。間違ったことはしていないからだ』と強気の姿勢を最後まで崩さなかった。
6月24日、イラク高等法廷はアリー・ハサン・アル＝マジードに対してジェノサイド罪、人道に対する罪、戦争犯罪で死刑の判決を言い渡した。判決の朗読中、アリー・ハサンは微かに体が震えていたが、朗読後、「神に感謝」とだけ述べた。
7月14日、イラクのバルハム・サレフ副首相（クルド人）は、アリー・ハサンはハラブジャにて刑が執行される可能性があると述べた。
8月21日、アリー・ハサンは1991インティファーダを弾圧する際、シーア派住民の虐殺を指揮・命令したとして、他14人の被告と共に「人道に対する罪」等の容疑で再度、イラク高等法廷に出廷した。アリー・ハサンは裁判長の人定質問に対して『私は戦士アリー・ハサン・アル＝マジード』と答えた。
検察側は、アリー・ハサンが1991年のシーア派住民虐殺の実行責任者であり、自ら銃で少年を射殺するなど、数多くの住民虐殺を直接実行したと非難し、軍に対して動くものは何でも殺害するように命じたと述べた。また、検察側証人も出廷し、息子を殺されたという女性証人が、アリー・ハサンがヘリコプターから彼女の息子をペルシア湾に突き落として殺害したのを生存者から聞いたと話し、アリー・ハサンに怒りをぶつける一幕もあった。一方、バスラ市内のサッカー場で、息子を含む地元住民の銃殺をアリー・ハサンが命令するのを見た、との証言では、『お前は、どこでその様子を見てたのか？』と声を荒らげて反論する場面も見られた。
2008年4月22日、アリー・ハサンの弁護を担当するアーリフ弁護士によると、4月18日からアリー・ハサンを含む1991年シーア派住民虐殺事件の共同被告14人が、同事件の公判開始まで、米軍の拘置所から裁判所建物内部の狭い独房に押し込められているとして、待遇改善を求めるハンストを起こし、20日にアリー・ハサンは心臓発作を起こし、同じ独房で暮らしているアブドゥルガニー・アブドゥルガフール元内相と共に意識を失ったと述べた。米軍の医療施設に運び込まれたが、状態は安定し、23日に退院して米軍拘置施設に戻されたという。
6月15日、アリー・ハサンは、公判で弁論を行い、裁判長に対し、検察側証人によるバスラの広場において平和的な反政府デモを無差別銃撃で鎮圧し、十代の少女を含む一般市民を殺害したという証言に対して反論。バスラでは平和的なデモは開かれておらず、暴徒が偽の検問所を設けてイラク軍を襲撃していたこと、自分の任務が武装集団を排除することだったこと、また広場で自分が処刑するよう命じたのは広場にいたイラン人1人であり、自分はイラクへのイランの侵略を防いだと抗弁したが、12月2日、高等法廷は1991年のシーア派住民大量虐殺の容疑で有罪とし、アリー・ハサンに対して死刑の判決を言い渡した。判決の朗読後アリー・ハサンは「神に感謝」とだけ話した。
また、2008年4月29日には、1992年に食品価格を不正に値上げしたとして42人の商人の処刑を命令した容疑で、裁判に出廷する予定であったが、アリー・ハサンが糖尿病と高血圧を患っており、健康を理由に今回は出廷を見送られ、2回目の公判から出廷、2009年3月11日に高等法廷はアリー・ハサンに禁固15年の刑を言い渡している。
2008年11月23日、1999年にイラクのシーア派指導者の一人であるムハンマド・サーディク・アッ＝サドル師の暗殺事件を契機に発生したシーア派住民による反政府蜂起を弾圧し、大量虐殺を行ったとして、アリー・ハサンは被告として出廷し、2009年3月2日、高等法廷は人道に対する罪などで有罪とし、アリー・ハサンに死刑判決を下した。アリー・ハサンへの死刑判決はこれで3件目である。
2009年1月26日に開かれた、イラン・イラク戦争中に北部ファイリー村に住むシーア派クルド人（ファイリー・クルド）を組織的に迫害した容疑を裁く公判でも被告として出廷した。検察側はアリー・ハサンが、ファイリー・クルド人の強制移住やクルド人家族の引き離しを主導したと主張した。
3月17日は、1988年にハラブジャで化学兵器を使用して住民を虐殺した容疑で裁く審理が高等法廷で始まり、アリー・ハサンも被告人として出廷した。この日はハラブジャ事件が起きてから21周年に当たる日であった。2010年1月17日、法廷はアリー・ハサンをハラブジャ事件において主導的役割を果たしたと認定し、人道に対する罪で4度目となる死刑判決を言い渡した。この日の判決公判にはハラブジャ事件の犠牲者遺族も傍聴しており、死刑判決が言い渡された瞬間、遺族たちは歓喜し、『神に感謝』と裁判長に感謝する言葉をかけた。一方、当のアリー・ハサンは一言も発せず、静かに判決内容を聞いていた。しかし後に処刑された際のBBCの報道ではアリー・ハサンは判決言い渡しの瞬間、裁判長が「絞首刑に処する」と発した際に「神の御加護あれ」と一言発しており、BBCもそのように伝えている。
8月2日には、旧政権が1980年代にイラク北部で推し進めた「アラブ化」政策を実行し、同地に住むクルド人に対して強制移住と民族浄化を行ったとしてアリー・ハサンは禁固7年の判決を言い渡された。
これ以外にも、アリー・ハサンは、1991年にイラク南部の湿地帯に住む「マーシュ・アラブ人」に対して化学兵器をも使用した大量虐殺を行った容疑で起訴されており、8月7日、42人の共同被告と共に裁判所に出廷していた。

## 刑執行手続きの問題
2007年9月4日,イラク高等法廷第2審は、アンファール作戦におけるクルド人惨殺により死刑を命じた第1審判決を支持。これによりアリー・ハサンは30日以内に死刑が執行されるはずであったが、10月3日、ラマダーン中により延期された。ラマダーン後には執行されると見られたが、その後、アリー・ハサンと共に死刑判決が出され、一緒に処刑されるはずであったスルターン・ハーシム・アフマド・アッ＝ターイー元国防相とフセイン・ラシード・アル＝ティクリーティー元軍総司令部総長の恩赦を巡って、イラク政府内で意見が対立し、現在に至るもアメリカ軍の親権下にあり、ヌーリー・マーリキー首相は、アメリカ側にアリー・ハサンも含む3人の死刑囚の身柄のイラク側引渡しを求めていた。
2008年2月29日、イラク大統領評議会はアリー・ハサンの死刑執行を認める法案に署名した。これにより数日以内に刑が執行されることになった。他の2被告（フセイン・ラシード及びスルターン・ハーシム・アフマド）については「軍人として命令に従っただけであり死刑は重過ぎる」という意見をタラバニ大統領及びターリク・アル＝ハーシミー副大統領が主張し、2人の死刑執行を認めなかった。しかし、マーリキー首相以下、イラク政府は上記二人の死刑執行も認めなければアリー・ハサンの死刑執行も行わないとしていた。

## 執行
2010年1月25日、イラクのアリー・アル＝ダッバーグ政府報道官は、アリー・ハサンがハラブジャ事件の容疑で、同日に絞首刑による死刑を執行したと発表した。場所については明らかにされていない。これで旧サッダーム政権幹部で処刑されたのは、サッダーム、バルザーン・イブラーヒーム・ハサン、アワド・ハマド・バンダル、ターハー・ヤースィーン・ラマダーンに次いで5人目となった。またイラク国営テレビ「アル・イラキーヤ」は、アリー・ハサンが処刑される直前の写真を報じた。
AFP通信が配信したテレビ画像によれば、アリー・ハサンはオレンジ色の囚人服を着せられ、眼出しのない黒い頭巾を頭からかぶせられ、首に縄を掛けられた。政府報道官によると、サッダームの処刑時と異なり、立会人や看守が声を上げたりすることはなかったという。
遺体は、27日午後10時に故郷アウジャ村の墓地に埋葬された。